# اسکندر (درمیان)
اسکندر روستایی در دهستان درمیان بخش مرکزی شهرستان درمیان استان خراسان جنوبی ایران است. بر پایه سرشماری عمومی نفوس و مسکن در سال ۱۳۹۰ جمعیت این روستا ۱۷۰ نفر (در ۴۸ خانوار) بوده است.